# Thekla Brun-Lie
Thekla Brun-Lie (ur. 2 września 1992) – norweska biathlonistka, trzykrotna mistrzyni świata juniorów w biathlonie, mistrzyni Europy z Osrblie. Medale wywalczyła trzy razy w sztafecie i raz w biegu indywidualnym. W 2020 r. zakończyła karierę.

## Mistrzostwa świata juniorów
| 2010 Torsby (Szwecja)       | 4. miejsce (IN), 56. miejsce (SP), 43. miejsce (PU), 1. miejsce (RL) |
| 2011 Nove Mesto (Czechy)    | 1. miejsce (IN), 4. miejsce (RL)                                     |
| 2012 Kontiolahti (Słowacja) | 8. miejsce (IN), 4. miejsce (SP), 10. miejsce (PU), 1. miejsce (RL)  |

## Mistrzostwa Europy
| 2012 Osrblie (Słowacja) | 11. miejsce (IN), 7. miejsce (SP), 5. miejsce (PU), 1. miejsce (RL) |